# Lisbeth Gruwez
Lisbeth Gruwez (Kortrijk, 1977) is een Belgische danseres en choreografe.

## Biografie
Gruwez studeerde aan het Stedelijk Instituut voor Ballet in Antwerpen en aan het Brusselse P.A.R.T.S.
Vanaf 1999 maakte ze deel uit van de artistieke kring rond Jan Fabre: 'de krijgers van de schoonheid'. Voor en met hem ontwikkelde ze onder andere de solo Quando l'uomo principale è una donna, in 2004.
In 2007 richtte Gruwez de compagnie Voetvolk op, samen met muzikant en componist Maarten Van Cauwenberghe. Het duo maakte ondertussen tien (dans)voorstellingen, waarin de symbiose tussen auditieve prikkels en beweging centraal staat.
Verder danste ze in videoclips van A Brand, Juliette and the Licks en Dirk Braeckman. Gruwez speelde ook de hoofdrol in Lost Persons Area, het langspeeldebuut van Caroline Strubbe.

## Voorstellingen met Jan Fabre
- 2000: As long as the world needs a warrior's soul
- 2001: Je suis sang
- 2004: Quando l'uomo principale è una donna

## Voorstellingen met Voetvolk
- 2007: Forever Overhead
- 2008: Birth of Prey
- 2010: HeroNeroZero
- 2011: L'Origine
- 2012: It's going to get worse and worse and worse, my friend
- 2014: AH/HA
- 2015: Lisbeth Gruwez dances Bob Dylan
- 2016: We're pretty fuckin' far from okay
- 2017: Penelope (ontstaan als epiloog bij Odysseus van KVS).
- 2018: The Sea Within
- 2020: Piano Works Debussy (met Claire Chevallier)

## Onderscheidingen
- In 2012 en 2015 werden respectievelijk de producties It's going to get worse and worse and worse, my friend en AH/HA geselecteerd voor het TheaterFestival.

- Bibliothèque nationale de France: cb14682283z (data)
- Gemeinsame Normdatei: 1061653153
- International Standard Name Identifier: 0000 0004 5948 0942
- Library of Congress Control Number: nr2001044629
- RKD-Nederlands Instituut voor Kunstgeschiedenis: 375078
- Système universitaire de documentation: 195251075
- Virtual International Authority File: 41772303
- WorldCat: E39PBJv4gPwVpRvFyqM6HYfwmd